# Cédric Nankin
Cédric Nankin est un joueur français de rugby-fauteuil, né le 9 juillet 1984 à Saint-Denis (Seine-Saint-Denis).
Avec l'équipe de France, il participe à trois éditions des Jeux paralympiques.

## Biographie
Né le 9 juillet 1984 à Saint-Denis, d'une mère martiniquaise et d'une père marie-galantais, Cédric Nankin est atteint d'une agénésie des quatre membres depuis sa naissance
Résident dans l'Aisne, il est salarié à la SNCF et s'entraîne à Paris au club CAPSAA.
Cédric Nankin est un athlète handisport pratiquant le rugby-fauteuil (catégorisé 1,5). Né avec une agénésie des jambes et des bras, il découvre le rugby-fauteuil en 2008 grâce à l'un ses actuels coéquipiers en équipe nationale, Ryadh Sallem. Surnommé « la machine » (donné par son directeur sportif, Michel Terrefond avant les Jeux de Rio), il est nommé meilleur défenseur du monde de sa discipline en 2023. 
Il se prépare notamment avec des séances très physiques de CrossFit au club de La Fontaine, à Château-Thierry : « au club, ils sont tous derrière moi. Avec mon préparateur, on est à fond dans cette aventure, il me suit depuis dix ans. Le CrossFit ça peut paraître spectaculaire à voir, mais c’est mon truc ». 
Membre de l'équipe de France, il participe aux Jeux paralympiques de 2016 où la France se classe septième, aux Jeux paralympiques de 2020 se classe sixième, ainsi qu'aux Jeux paralympiques de 2024 à Paris.
Pour ses premières compétitions internationales, la France obtient une 9e place au championnat du monde 2014 à Odense, puis une 5e place au championnats d'Europe (en) 2015 à Nastola. En 2018, la France obtient une 5e place au championnat du monde 2018. Avec l'équipe nationale, il remporte la médaille de bronze au championnat d'Europe 2017 et 2019, avant de décrocher l'or en 2022 et 2023. 

## Palmarès

### Championnat d'Europe
- Champion en 2023 à Cardiff[1]
- Champion en 2022 à Paris[1]
- Troisième en 2019 à Vejle[1]
- Troisième en 2017 (en) à Coblence[1]